# Воронцева слобода
«Воронцева слобода» — відкритий обласний молодіжний фестиваль-конкурс патріотичної пісні та поезії. Фестиваль проводиться кожного травня у приміщенні Будинку культури смт. Білокуракине у Луганській області. Метою фестивалю є підтримка обдарованих виконавців пісень та віршів патріотичного напрямку, активізації роботи з патріотичного виховання молодого покоління. У конкурсі беруть участь найкращі аматорські колективи та окремі виконавці віком від 16 до 35 років з усіх куточків Луганської області. Організаторами фестивалю є Управління культури і туризму Луганської облдержаднімістрації, Луганський обласний центр народної творчості, Білокуракинська районна державна адміністрація, Білокуракинська районна рада. У Фестивалі-конкурсі беруть участь аматорські колективи та окремі виконавці за номінаціями вокально-хоровий жанр, поетичний жанр та авторські твори.
У 2016 році у фестивалі взяли участь понад 30 учасників з 9 районів та міста Рубіжне.

## Світлини

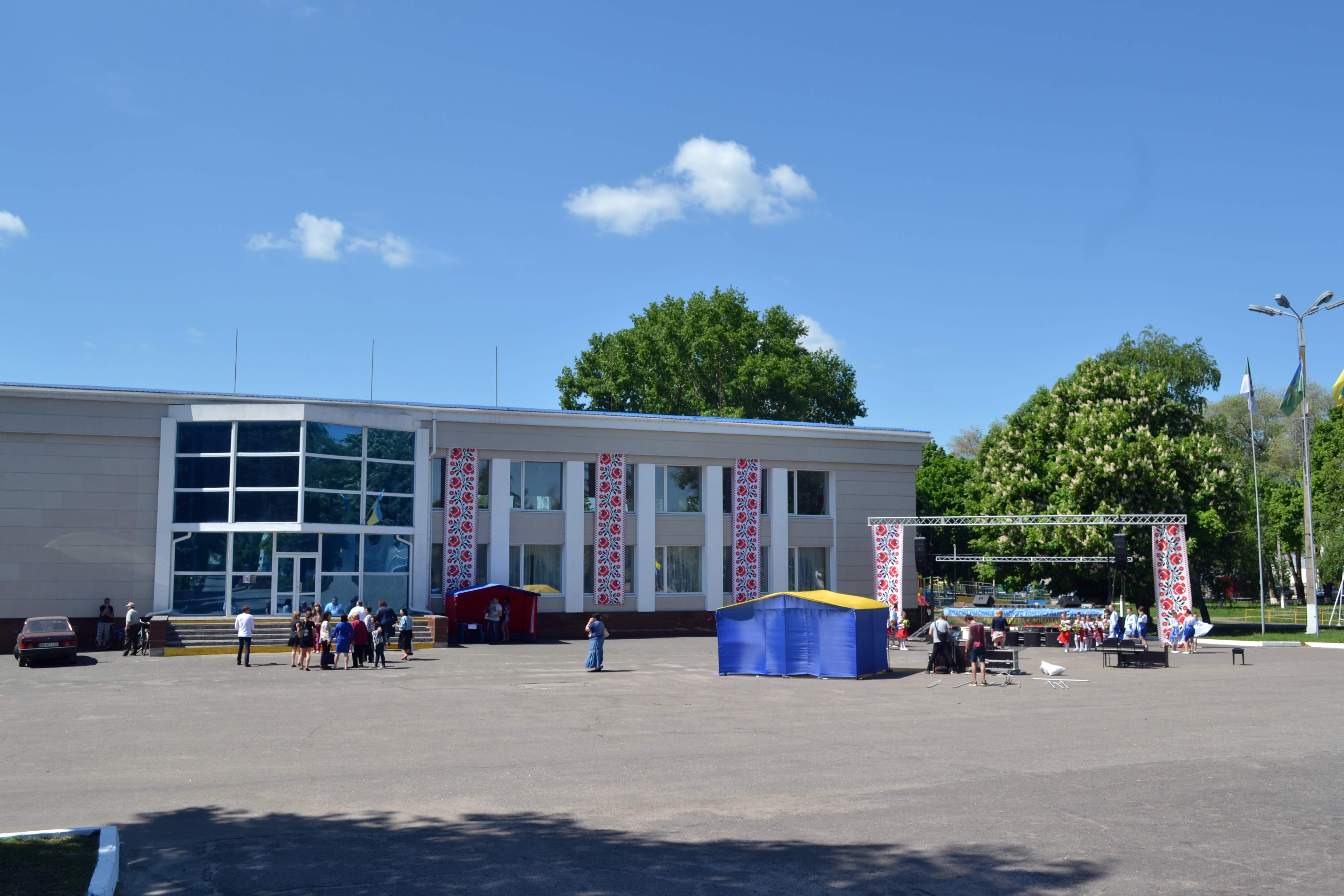
Будинок культури
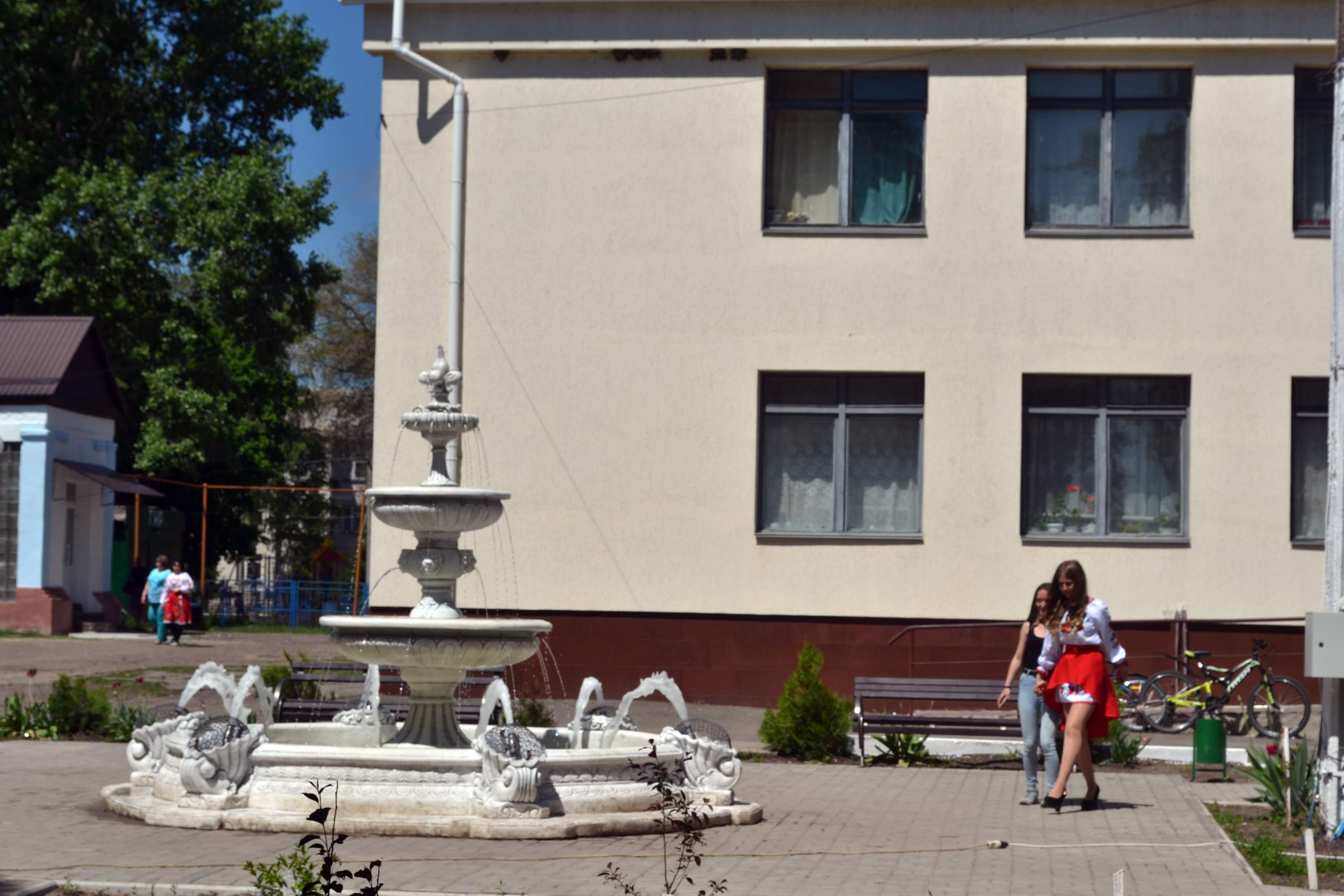
Фонтан
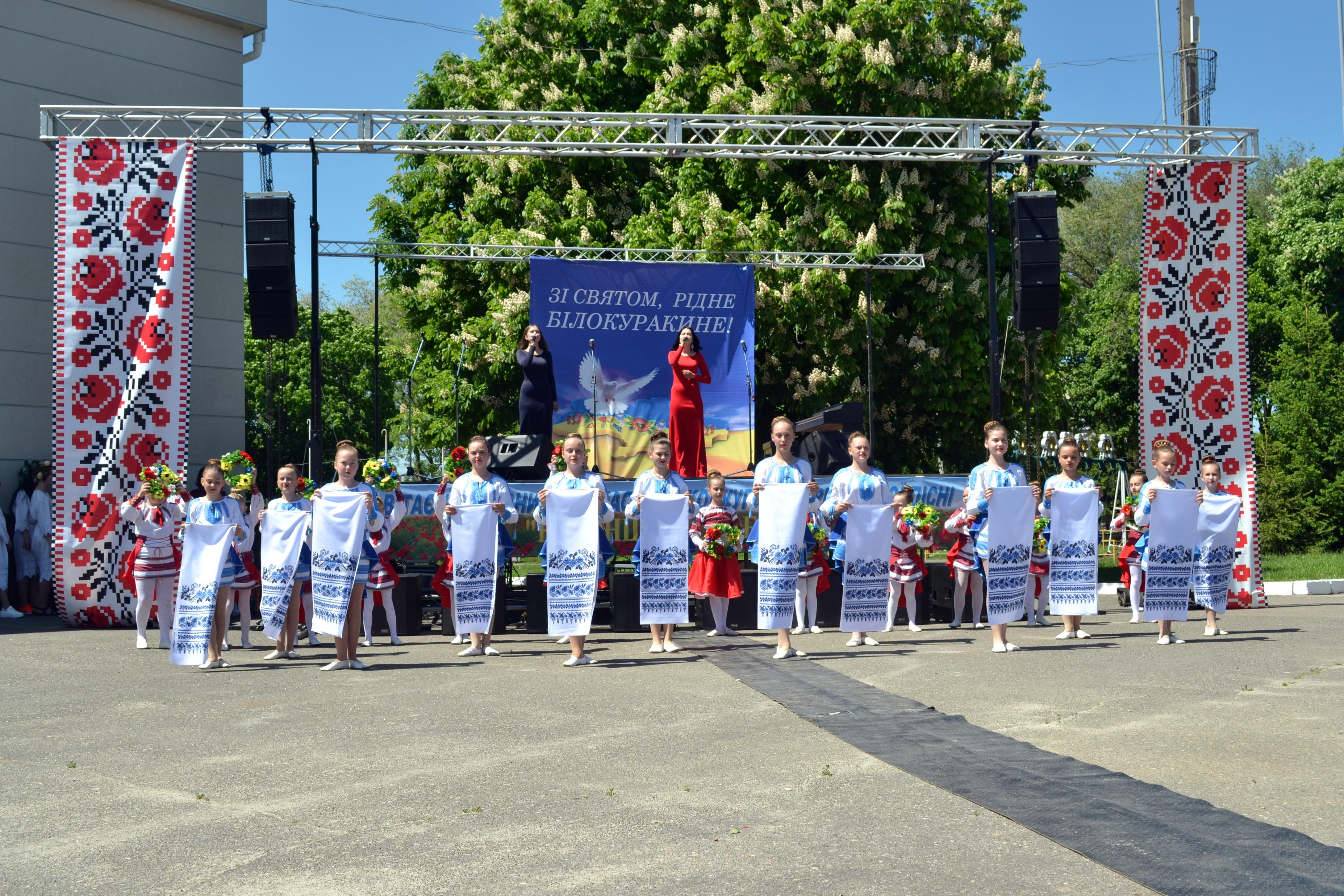
"Воронцева слобода-2019"
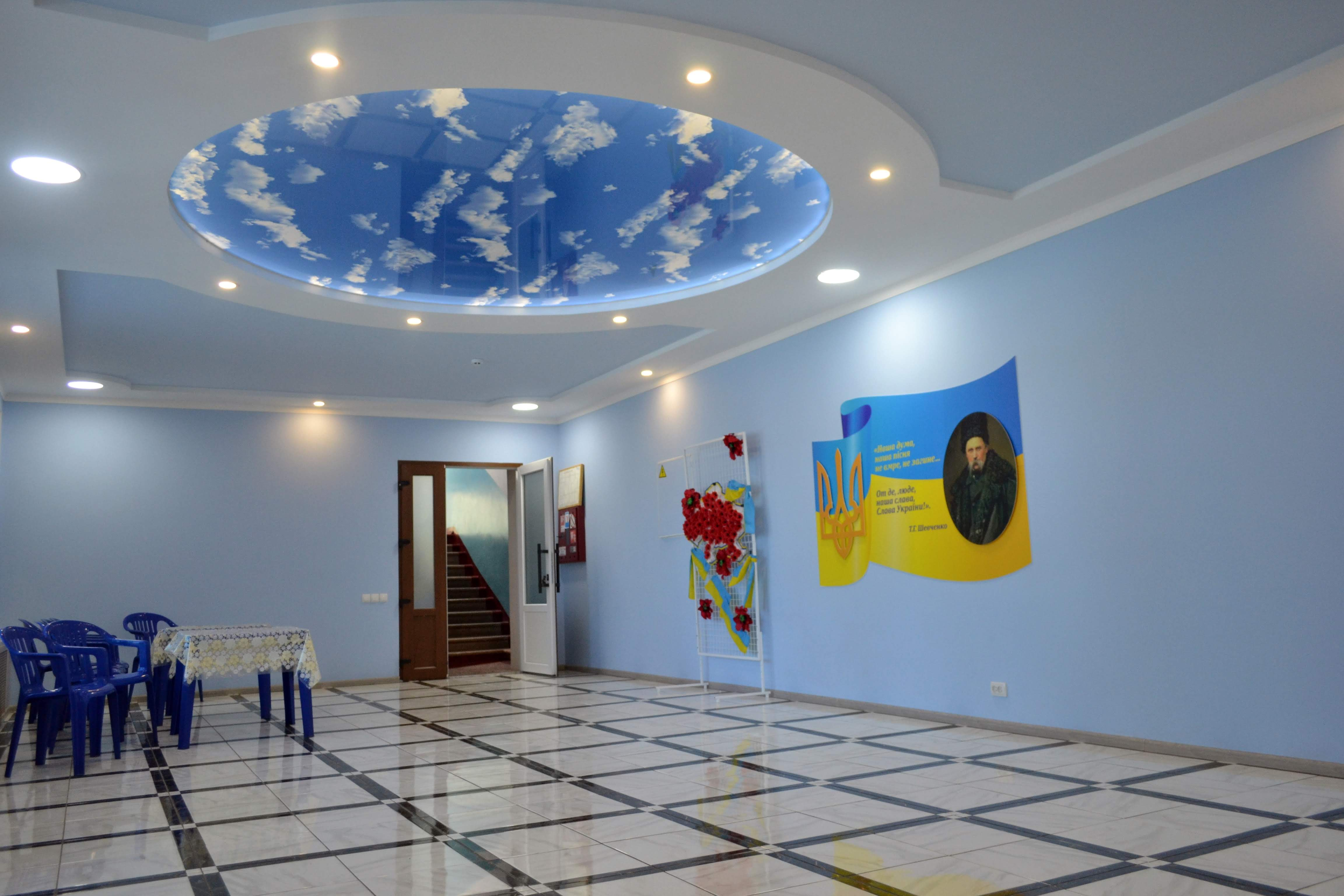
Будинок культури
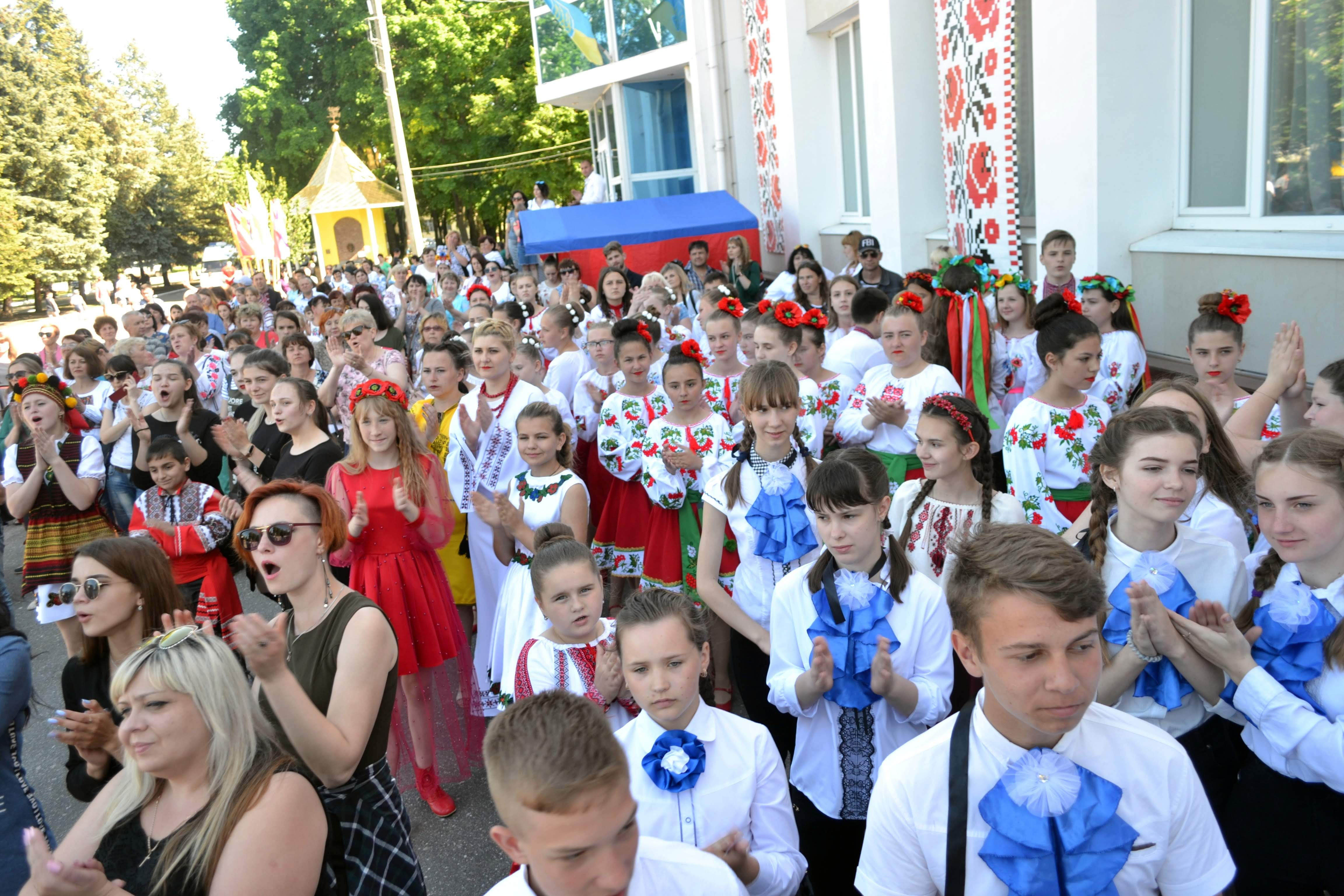
"Воронцева слобода-2019"
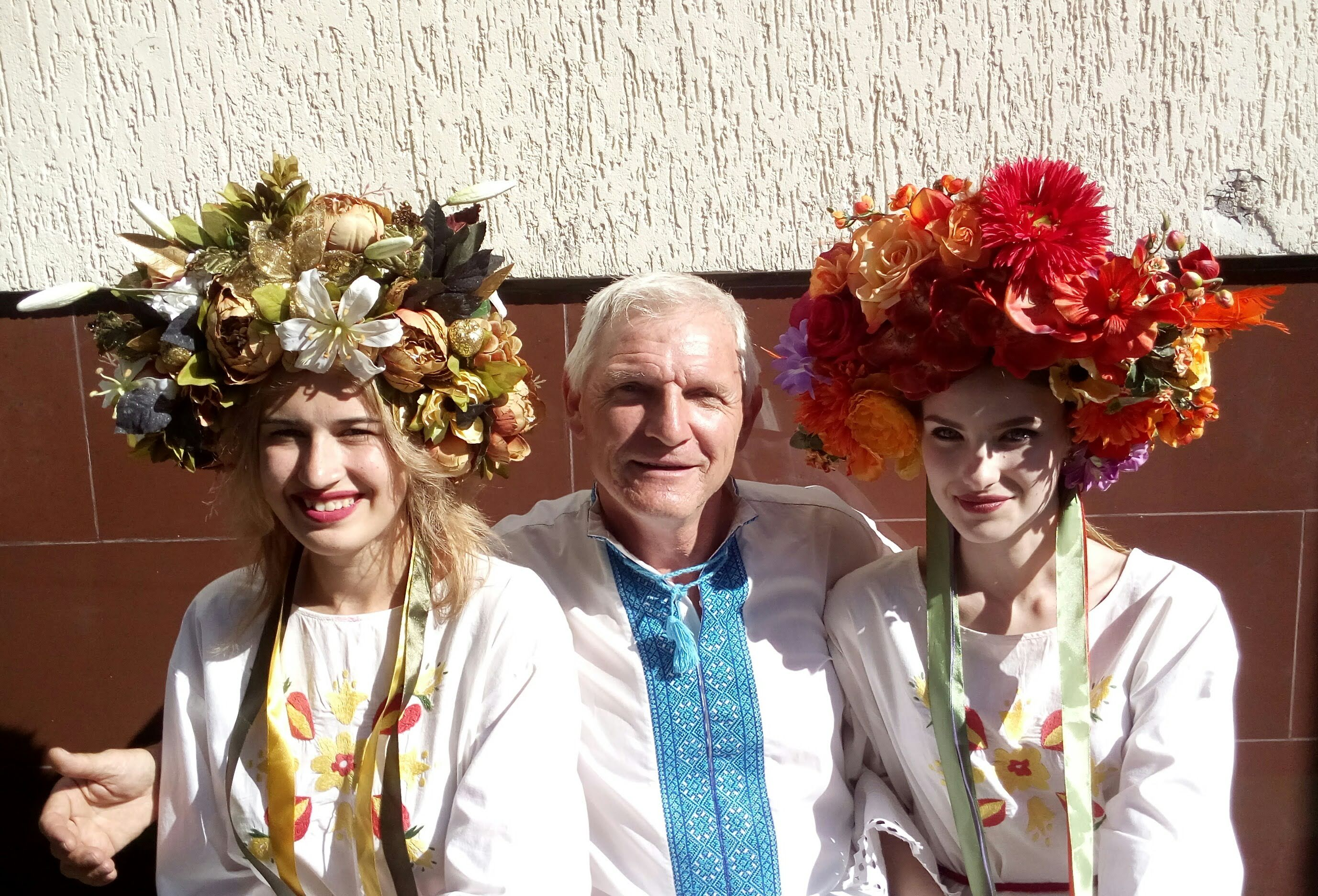
"Воронцева слобода-2019"